# Consortium volwassenenonderwijs
Volgens art. 2, 8° van het Decreet van 15 juni 2007 is het consortium volwassenenonderwijs het gesubsidieerde samenwerkingsverband tussen Centra voor Volwassenenonderwijs en Centra voor Basiseducatie binnen één welomschreven werkingsgebied.
De consortia zijn bedoeld om het aanbod van het volwassenenonderwijs in het werkingsgebied te coördineren, om zo de versnippering ervan tegen te gaan.